# Bishopstone, Swindon
Bishopstone är en by och en civil parish i Swindon i Storbritannien. Den ligger i grevskapet Wiltshire och riksdelen England, i den södra delen av landet, 110 km väster om huvudstaden London.